# Arkimedisk punkt

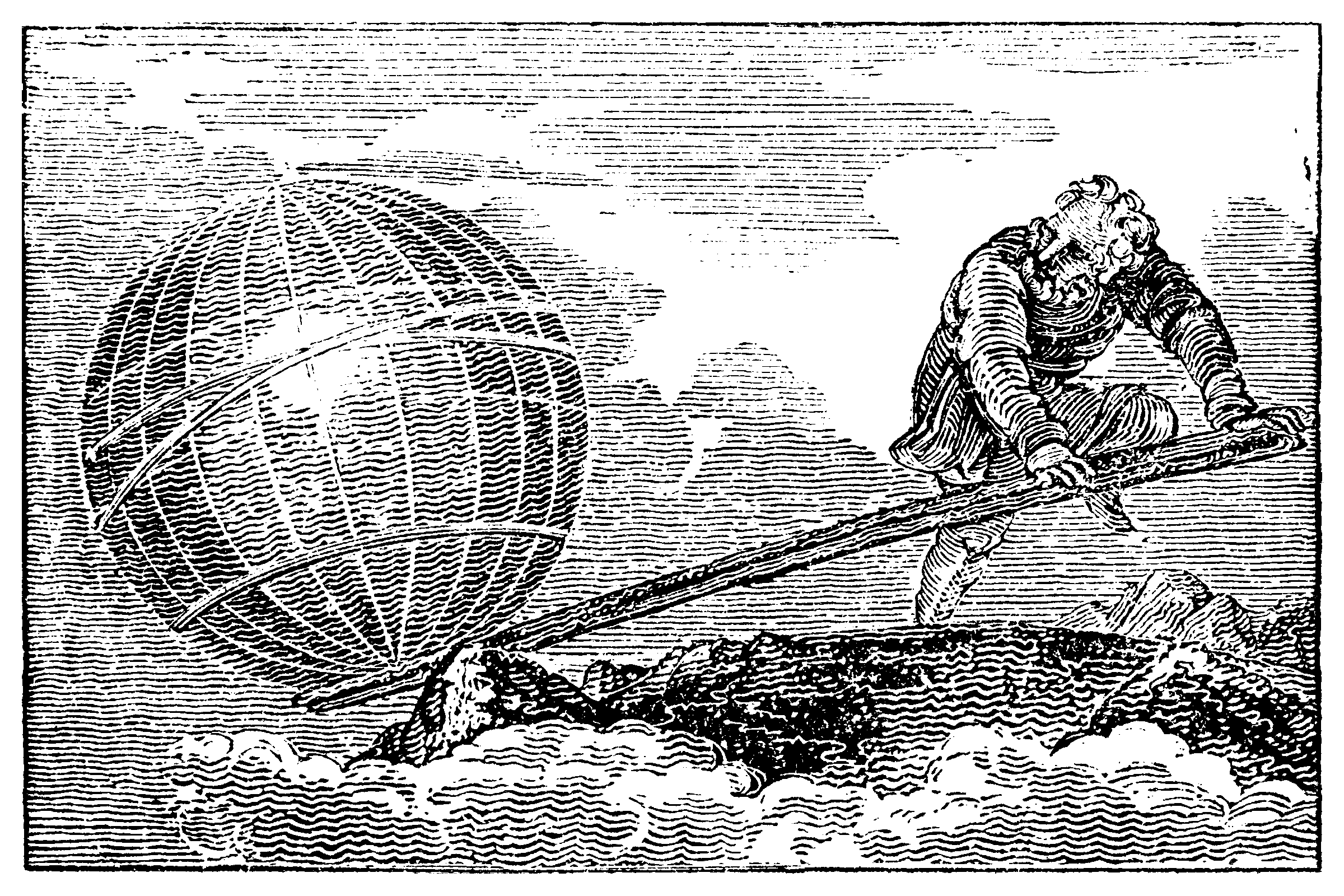
Från framsidan till Mechanics Magazine 1852

Arkimedisk punkt (latin: Punctum Archimedis) är inom kunskapsteori ett begrepp som kommer från Arkimedes uttalande "Ge mig en fast punkt och jag skall rubba jorden" (Δοσ μοι που στω και κινω την γην), ett citat hämtat ur Pappos av Alexandrias Matematiska samlingar (latin: "Mathematicae Collectiones"), den åttonde boken, ca 320 e.Kr. Det är en hypotetisk epistemisk startpunkt utifrån vilken en observatör kan objektivt varsebli ett existentiellt ting och därmed uppnå säkerhet i kunskap och objektivt förstå verkligheten.
Skeptiska och anti-realistiska filosofer kritiserar möjligheten till en arkimedisk punkt och menar att det är en form av scientism. Exempelvis sade Michael Shermer: "Vi kan inte mer separera våra teorier och koncept från vår data och varseblivningar än vi kan finna en sann arkimedisk punkt—en gudomlig syn—för oss själva och vår värld."